# Macrolane
 (janvier 2024).
 (septembre 2013).
Wikipédia ne donne pas d'avis médical : seul un professionnel (médecin, pharmacien, etc.) est habilité à le faire.
Macrolane est un gel utilisé pour l'augmentation des volumes corporels (fesses, mollets, pectoraux) et la lipoatrophie liée au VIH[réf. nécessaire].

## Origine
Macrolane TM est une marque déposée par les laboratoires Q-Med. Ce produit peut être assimilé à un implant en silicone non permanent.

## Composition
C'est un acide hyaluronique fortement réticulé qui possède un effet volumateur plus important que les acides hyaluroniques utilisés traditionnellement pour le traitement des rides.
Il permet donc d'augmenter le volume corporel grâce à des injections effectuées sans anesthésie générale, ni suite opératoire (pas d'hospitalisation ni de cicatrisation.)[réf. nécessaire]

## Principes de traitement par Macrolane
Macrolane est un gel qui peut être mis en place sans cicatrice. Des conditions de stérilité absolue sont cependant nécessaires et l’opération doit être réalisée en bloc opératoire.
Une parfaite maitrise de la chirurgie esthétique est indispensable pour une procédure avec Macrolane et seul un chirurgien plasticien expérimenté est apte à réaliser l’opération.
L’opération se déroule sous anesthésie locale et sans hospitalisation.
Le résultat est immédiat et n'exige pas arrêt d’activité n’est nécessaire, mis à part le sport pendant trois semaines.
Les injections de Macrolane sont contre-indiquées chez la femme enceinte ou allaitant et chez les patientes souffrant de maladies auto-immunes.[réf. nécessaire]

### Durabilité
Macrolane n'étant pas un produit permanent, il est nécessaire de procéder à des retouches environ six mois après la première opération et tous les 18 mois ensuite.

## Coût
Macrolane, en raison de la quantité à injecter, est un produit coûteux et la nécessité de devoir répéter les injections régulièrement rend, à terme, le procédé plus dispendieux qu'une augmentation par prothèses permanentes.

### Alternatives
Macrolane est une substance couramment utilisée dans les injections esthétiques pour l'augmentation mammaire ainsi que pour d'autres procédures de remodelage corporel.[réf. nécessaire] Cependant, des recherches ont révélé qu'il existe également plusieurs alternatives naturelles pour l'augmentation mammaire, telles que le fenugrec, retrouvée dans plusieurs crèmes esthétiques pour son efficacité, etc.